# Verwoestijning

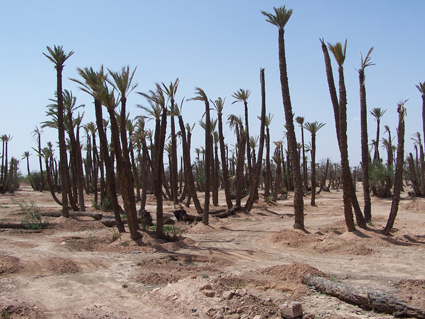
Verwoestijning van een dadelplantage in Marokko.....

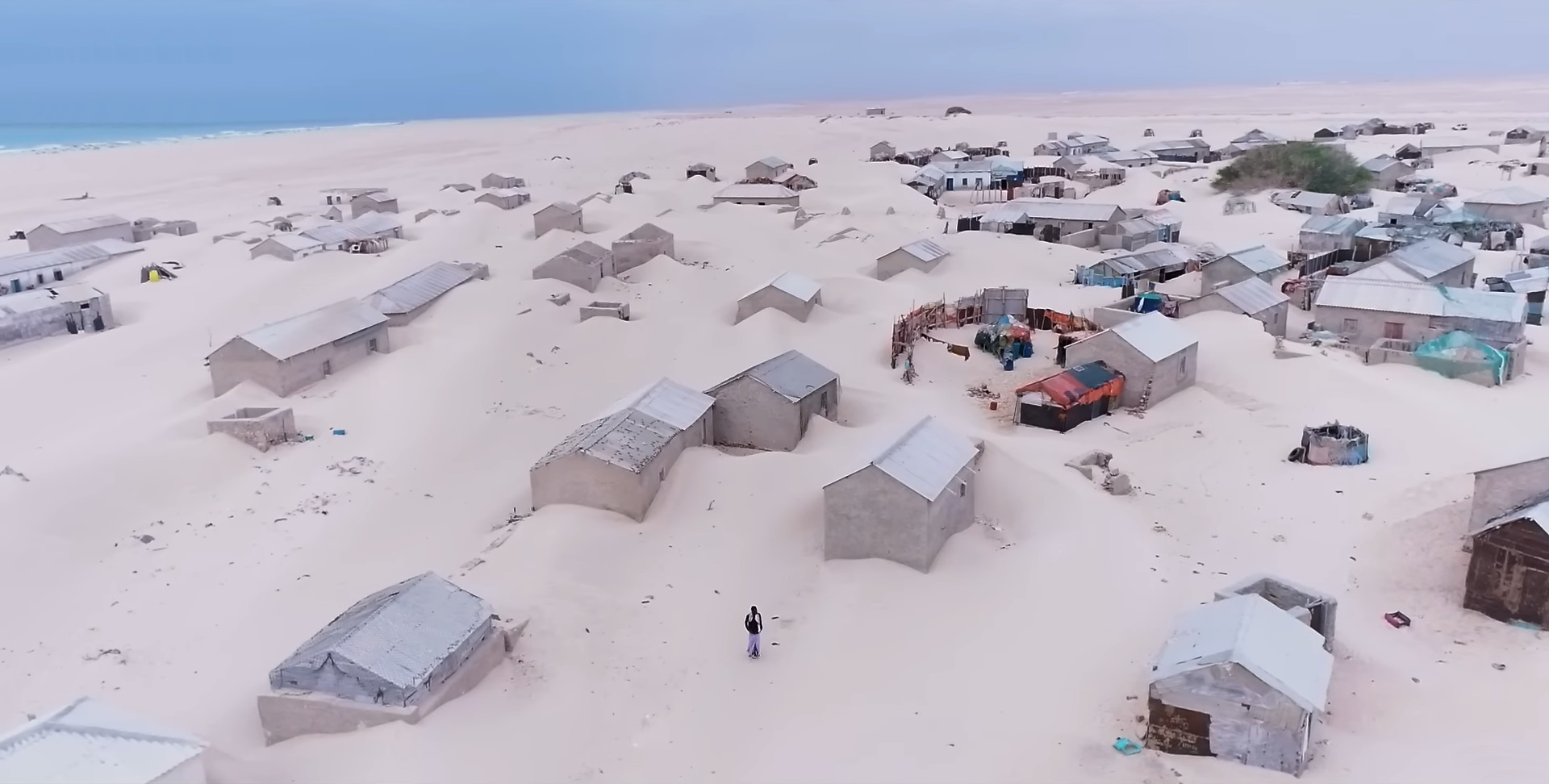
.....en van een dorp in Somalië.

Verwoestijning (of woestijnvorming) is een term die gebruikt wordt voor zowel het oprukken of zich uitbreiden van een woestijn, als het ontstaan van nieuwe woestijngebieden. Veelal ontstaat verwoestijning door klimaatverandering of door de overexploitatie van de grond door menselijk ondernemen. Verwoestijning is een significant milieuprobleem.
De klimatologische oorzaak van verwoestijning ligt simpelweg in het feit dat gebieden kunnen verdrogen als er minder neerslag valt. Door de huidige klimaatverandering worden droge gebieden vaak nog droger, waardoor in landen als Spanje makkelijker woestijnen gevormd worden. Als de ondergrens van 250 mm per jaar niet meer gehaald wordt, spreken we over een woestijngebied.
Wat menselijke oorzaken betreft zijn er meer mogelijkheden. Op verschillende manieren kan de mens voor verdroging van een gebied zorgen. Merk wel op dat verwoestijning alleen kan plaatsvinden als de klimatologische omstandigheden zich daar ook voor lenen. Het is makkelijker om een gebied in Tsjaad te laten verwoestijnen dan de Noordoostpolder bijvoorbeeld. Onderstaande oorzaken hebben vaak onbruikbaarheid van landbouwgrond als gevolg.
1. Begroeide gebieden worden platgebrand of gekapt, voor het hout en voor het aanmaken van nieuwe landbouwgrond.
2. Hellingen worden bewerkt met landbouwwerktuigen, wat versnelde erosie als gevolg heeft.
3. Grond op hellingen wordt in de verkeerde richting bewerkt, wat versnelde erosie als gevolg heeft.
4. Landbouwgrond raakt uitgeput als gevolg van het verbouwen van één enkel gewas: monocultuur.
5. Buitengewone exploitatie van grondwater. Hierdoor zakt de grondwaterspiegel en neemt de verzilting toe.
6. Irrigatie van landbouwgrond leidt ook tot verzilting en juist verhoging van de grondwaterstand, waardoor planten verdrinken.
7. Ontginning voor de landbouw van natuurlijk begroeid land.
8. Watererosie leidt tot het wegspoelen van landbouwgrond.
9. Bevolkingsgroei leidt tot intensief gebruik van, en verhoging van de druk op de landbouwgrond.
10. Zwakke vegetatie wordt begraasd door vee, waardoor een gebied kwetsbaarder wordt.

Men kan een groot aantal maatregelen nemen om verwoestijning tegen te gaan. Een daarvan is het herbeplanten van de randen van de woestijn. Vegetatie houdt water namelijk beter vast in de grond. In de Sahel wordt gebouwd aan de Grote Groene Muur om deze woestijn tegen te houden. Om de grond te behouden neemt men ook maatregelen om de wind op grondhoogte te minderen.
De term 'verwoestijning' wordt soms ook gebruikt voor gebieden die wel voldoende neerslag hebben, maar waar door ontbossing de grond niet meer wordt vastgehouden door de vegetatie en zandstormen de aanwezige vegetatie 'zandstralen'. De grond wordt hierdoor zeer arm en er kan weinig meer groeien. Voorbeelden hiervan zijn IJsland en de Dust Bowl in Amerika.

## Beleid tegen verwoestijning in Spanje
Om bodemerosie tegen te gaan, bouwt men in Spanje stenen muurtjes. Deze muren zijn nuttig op een aantal vlakken. Ten eerste houden deze muurtjes bodemerosie tegen, omdat de afvoer van water gestremd wordt, waardoor het water in de grond kan zakken. Ten tweede blijft sediment achter de muren hangen. Dit sediment blijkt erg vruchtbaar te zijn, wat gunstig is voor landbouw. Niet alleen zijn deze muren dus gunstig voor sustainable land management, maar ook voor landbouw. Spanje bouwt niet alleen nieuwe muren, maar restaureert ook oude. Deze techniek van muren bouwen om zo de vruchtbaarheid te verbeteren in een gebied wordt namelijk al eeuwenlang gebruikt in bergachtige gebieden waar landbouw normaal niet mogelijk is. Deze muren zijn door de tijd heen in verval geraakt doordat de bevolking in bergachtige gebieden zijn vertrokken naar laaggelegen gebieden.
Naast het tegengaan van bodemerosie met muren, focust het beleid in Spanje op de flora in verwoestijnde gebieden. Planten die normaal niet in woestijnachtige gebieden voorkomen, maar toch in deze situatie terecht komen door verwoestijning, krijgen eerder ziektes. Wanneer de temperatuur namelijk stijgt, zweten planten, net zoals mensen, meer. Dit maakt de planten zwakker, waardoor ze eerder ziek kunnen worden. Daarnaast zouden de planten sneller kunnen verbranden . Om toch vegetatie te kunnen houden in verwoestijnde gebieden, zou er flora geplant kunnen worden die beter tegen verschillende weersomstandigheden kan.

## Beleid tegen verwoestijning in China
Een oplossing die China hanteert als ultieme uitkomst is het kunstmatig terugbrengen van vegetatie naar gebieden waar verwoestijning heeft plaatsgevonden. Het idee erachter is dat door bomen terug te planten, er een nieuw bos ontstaat dat het verwoestijnde gebied kan transformeren in een vruchtbaar bos. In 1978 begon China met een monsterproject, het Three-North Shelterbelt Project, dat 72 jaar zou gaan duren en dat dus voltooid moet zijn in 2050. In het plan staat dat er miljoenen bomen moeten worden geplant over een afstand van ongeveer 4.500 km lang en 1 km breed, maar op sommige plekken is dit ruim 900 km breed. Met dit project zou de wereldwijde bosbedekking groeien met 10%. In 2017 waren er in 39 jaar tijd meer dan 66 miljard bomen bij geplant. Op verschillende plekken heeft de Chinese overheid mensen geherlokaliseerd om op de plekken waar deze mensen eerst woonden bomen te planten tegen de verwoestijning .  
Het voordeel van deze nieuwe bomen heeft zich op enkele plekken al geuit. Ten noorden van de hoofdstad Peking hebben de nieuwe bossen hun vruchten afgeworpen. Deze bossen die ongeveer 30 jaar geleden zijn geplant, zijn anno 2020 uitgegroeid tot een volwaardig bos met toenemende biodiversiteit en hebben woestijngrond omgezet in vruchtbare humus. Ook hebben de nieuwe bossen ervoor gezorgd dat de hoeveelheid neerslag is toegenomen en dat de grond nu veel meer regenwater kan vasthouden. Dit bevordert het voortbestaan van de bossen en heeft ervoor gezorgd dat ze zich op enkele plekken op natuurlijke wijze kunnen uitbreiden richting het woestijngebied.  Een duidelijk voorbeeld hiervan is het gebied Saihanba ten noorden van Peking. 